# Vought VE-7
Vought VE-7 Bluebird là một loại máy bay tiêm kích, huấn luyện hai tầng cánh của Hoa Kỳ trong thập niên 1910.

## Biến thể
- VE-7 (1918)
- VE-7F (1921)
- VE-7G (1921)
- VE-7GF (1921)
- VE-7H (1924)
- VE-7S (1925)
- VE-7SF (1925)
- VE-7SH
- VE-8 (1918)
- VE-9 (1921)
- VE-9 (1927)
- VE-9H (1927)
- VE-9W

## Quốc gia sử dụng
United States
- Cục Không quân Lục quân Hoa Kỳ
- Hải quân Hoa Kỳ

## Tính năng kỹ chiến thuật (VE-7)

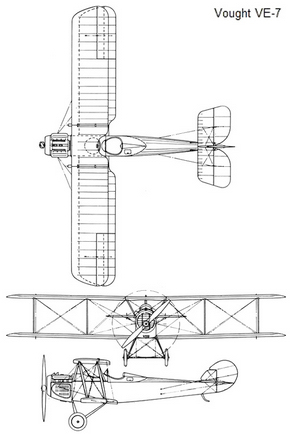
Vought VE-7

Dữ liệu lấy từ Janes Fighting Aircraft of Chiến tranh thế giới I by Michael John Haddrick Taylor (Random House Group Ltd. 20 Vauxhall Bridge Road, London SW1V 2SA, 2001, ISBN 1-85170-347-0), 320 pp.
Đặc điểm tổng quát
- Kíp lái: 2
- Chiều dài: 24 ft 5.375 in (7,45 m)
- Sải cánh: 34 ft 4 in (10,47 m)
- Chiều cao: 8 ft 7,5 in (2,63 m)
- Diện tích cánh: 284,5 ft² (26,43 m²)
- Trọng lượng rỗng: 1.392 lb (631 kg)
- Trọng lượng có tải: 1.937 lb (879 kg)
- Động cơ: 1 × Wright-Hispano E-3, 180 hp (134 kW)

 Hiệu suất bay 
- Vận tốc cực đại: 106 mph (171 km/h)
- Tầm bay: 290 mi (467 km)
- Trần bay: 15.000 ft (4.600 m)
- Vận tốc lên cao: 738 ft/phút (225 m/phút)

Trang bị vũ khí

(VE-7S) 1 súng máy Vickers.30 in (7,62 mm)